# Cuxac-d'Aude
Cuxac-d'Aude [kyksak dod]  (en occitan Cucçac d'Aude) est une commune française située dans le Nord-Est du département de l'Aude en région Occitanie.
Sur le plan historique et culturel, la commune fait partie du Narbonnais, un pays comprenant Narbonne et sa périphérie, le massif de la Clape et la bande lagunaire des étangs. Exposée à un climat méditerranéen, elle est drainée par l'Aude, le Ruisseau Audié. La commune possède un patrimoine naturel remarquable, deux sites Natura 2000 : le cours inférieur de l'Aude et l'étang de Capestang, et trois zones naturelles d'intérêt écologique, faunistique et floristique.
Cuxac-d'Aude est une commune rurale qui compte 4 070 habitants en 2022, après avoir connu une forte hausse de la population depuis 1975. Elle appartient à l'unité urbaine de Cuxac-d'Aude et fait partie de l'aire d'attraction de Narbonne. Ses habitants sont appelés les Cuxanais ou  Cuxanaises.
Le patrimoine architectural de la commune comprend un immeuble protégé au titre des monuments historiques : l'église Saint-Martin, classée en 1983 et inscrite en 1983.

## Géographie

### Localisation
Cuxac-d'Aude est une commune de l'aire urbaine de Narbonne située au nord de Narbonne sur l'Aude, elle est limitrophe avec le département de l'Hérault.

### Communes limitrophes
Cuxac-d'Aude est limitrophe de neuf autres communes dont quatre dans le département de l'Hérault.
Les communes limitrophes sont Coursan, Moussan, Narbonne, Ouveillan, Sallèles-d'Aude et Montels.
| Ouveillan       | Montels (Hérault) | Capestang (Hérault), Nissan-lez-Enserune (Hérault), (par un quinquepoint) |
| Sallèles-d'Aude | Cuxac-d'Aude      | Coursan                                                                   |
| Moussan         | Narbonne          |                                                                           |

### Géologie et relief
Cuxac-d'Aude se situe en zone de sismicité 2 (sismicité faible).

### Voies de communication et transports
La commune est desservie par les lignes 7 et 7 Bis des Autobus de Narbonne.

### Hydrographie
La commune est dans la région hydrographique « Côtiers méditerranéens », au sein du bassin hydrographique Rhône-Méditerranée-Corse. Elle est drainée par l'Aude et le ruisseau Audié, qui constituent un réseau hydrographique de 10 km de longueur totale,.
L'Aude, d'une longueur totale de 223,59 km, prend sa source dans la commune des Angles et s'écoule du sud vers le nord. Elle traverse la commune et se jette dans le golfe du Lion à Fleury, après avoir traversé 73 communes.
Le ruisseau Audié, d'une longueur totale de 12,2 km, prend sa source dans la commune d'Ouveillan et s'écoule vers le sud puis se réoriente vers l'est. Il traverse la commune et se jette dans le canal de la Noër à Coursan, après avoir traversé 4 communes.

### Climat
Pour des articles plus généraux, voir Climat de l'Occitanie et Climat de l'Aude.
En 2010, le climat de la commune est de type climat méditerranéen franc, selon une étude s'appuyant sur une série de données couvrant la période 1971-2000. En 2020, Météo-France publie une typologie des climats de la France métropolitaine dans laquelle la commune est exposée à un climat méditerranéen et est dans la région climatique Provence, Languedoc-Roussillon, caractérisée par une pluviométrie faible en été, un très bon ensoleillement (2 600 h/an), un été chaud (21,5 °C), un air très sec en été, sec en toutes saisons, des vents forts (fréquence de 40 à 50 % de vents > 5 m/s) et peu de brouillards.
Pour la période 1971-2000, la température annuelle moyenne est de 14,9 °C, avec  une amplitude thermique annuelle de 15,8 °C. Le cumul annuel moyen de précipitations est de 544 mm, avec 4,8 jours de précipitations en janvier et 2,5 jours en juillet. Pour la période 1991-2020 la température moyenne annuelle observée sur la station météorologique la plus proche, située sur la commune de Narbonne à 7 km à vol d'oiseau, est de 15,3 °C et le cumul annuel moyen de précipitations est de 635,3 mm,. Pour l'avenir, les paramètres climatiques de la commune estimés pour 2050 selon différents scénarios d’émission de gaz à effet de serre sont consultables sur un site dédié publié par Météo-France en novembre 2022.

### Milieux naturels et biodiversité

#### Réseau Natura 2000

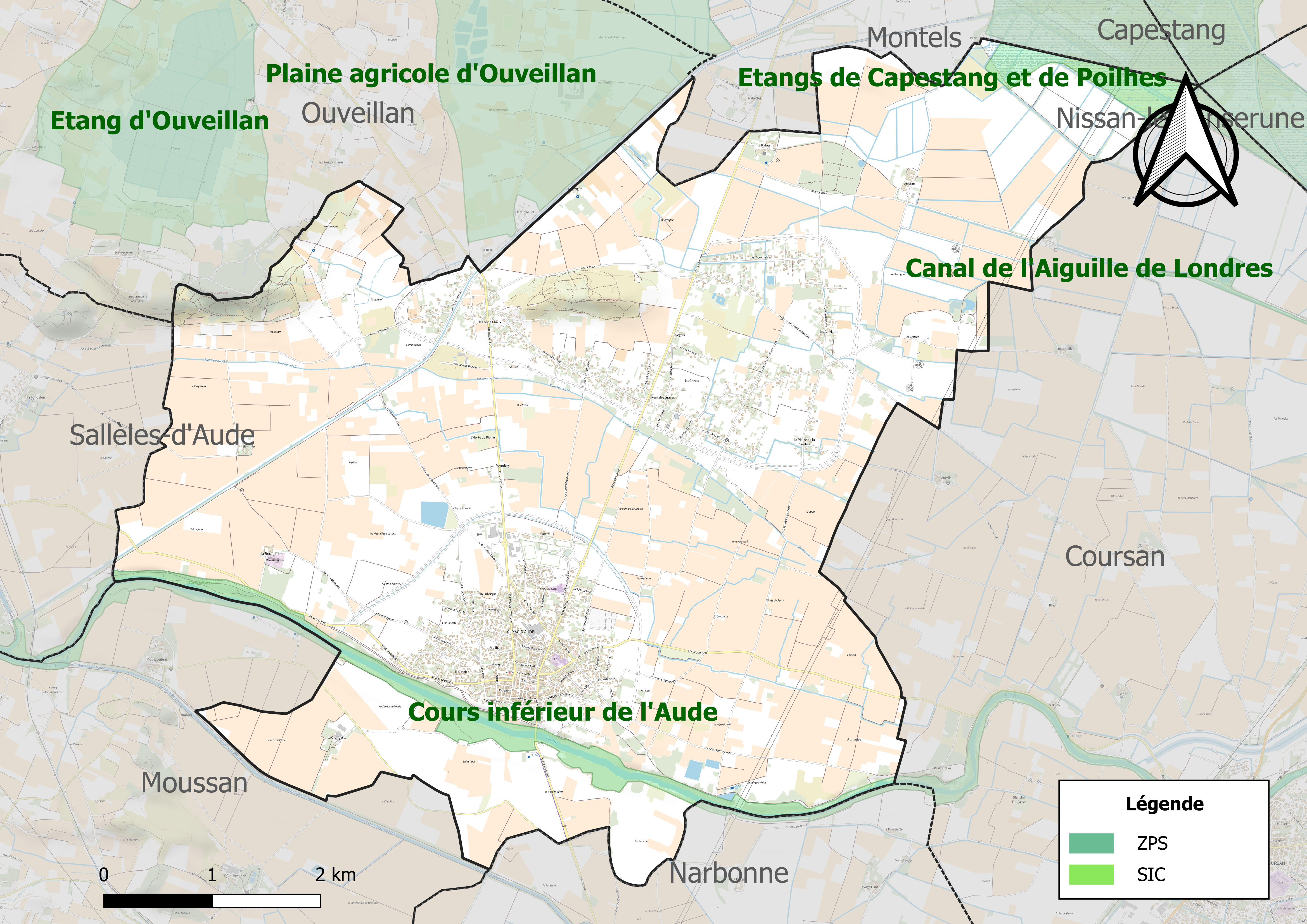
Site Natura 2000 sur le territoire communal.

Le réseau Natura 2000 est un réseau écologique européen de sites naturels d'intérêt écologique élaboré à partir des directives habitats et oiseaux, constitué de zones spéciales de conservation (ZSC) et de zones de protection spéciale (ZPS). Un site Natura 2000 a été défini sur la commune au titre de la directive habitats :
- le cours inférieur de l'Aude, d'une superficie de 5 358 ha, permet la reproduction d'espèces migratrices vulnérables (Alose feinte, Lamproie marine), en forte régression depuis la prolifération des ouvrages sur les cours d'eau[16]

et un au titre de la directive oiseaux : 
- l'étang de Capestang, d'une superficie de 1 374 ha, d'un intérêt écologique exceptionnel notamment en ce qui concerne l'étang et sa phragmitaie (roseaux). L'avifaune est particulièrement riche et intéressante en raison du type de végétation en place (grande étendue de roseaux) et de l'isolement des lieux. Il accueille de très nombreuses espèces nicheuses dont certaines justifient plus particulièrement la proposition de ce site en tant que site d'intérêt communautaire : le Butor étoilé, le Rollier d'Europe[17].

#### Zones naturelles d'intérêt écologique, faunistique et floristique
L’inventaire des zones naturelles d'intérêt écologique, faunistique et floristique (ZNIEFF) a pour objectif de réaliser une couverture des zones les plus intéressantes sur le plan écologique, essentiellement dans la perspective d’améliorer la connaissance du patrimoine naturel national et de fournir aux différents décideurs un outil d’aide à la prise en compte de l’environnement dans l’aménagement du territoire. Deux ZNIEFF de type 1 sont recensées sur la commune : le cours inférieur de l'Aude (295 ha), couvrant 12 communes du département, et les étangs de Capestang et de Poilhes (759 ha), couvrant 6 communes dont 2 dans l'Aude et 4 dans l'Hérault et une ZNIEFF de type 2, : la basse plaine de l'Aude et étang de Capestang (7 120 ha), couvrant 10 communes dont 4 dans l'Aude et 6 dans l'Hérault.

Carte des ZNIEFF de type 1 et 2 à Cuxac-d'Aude.
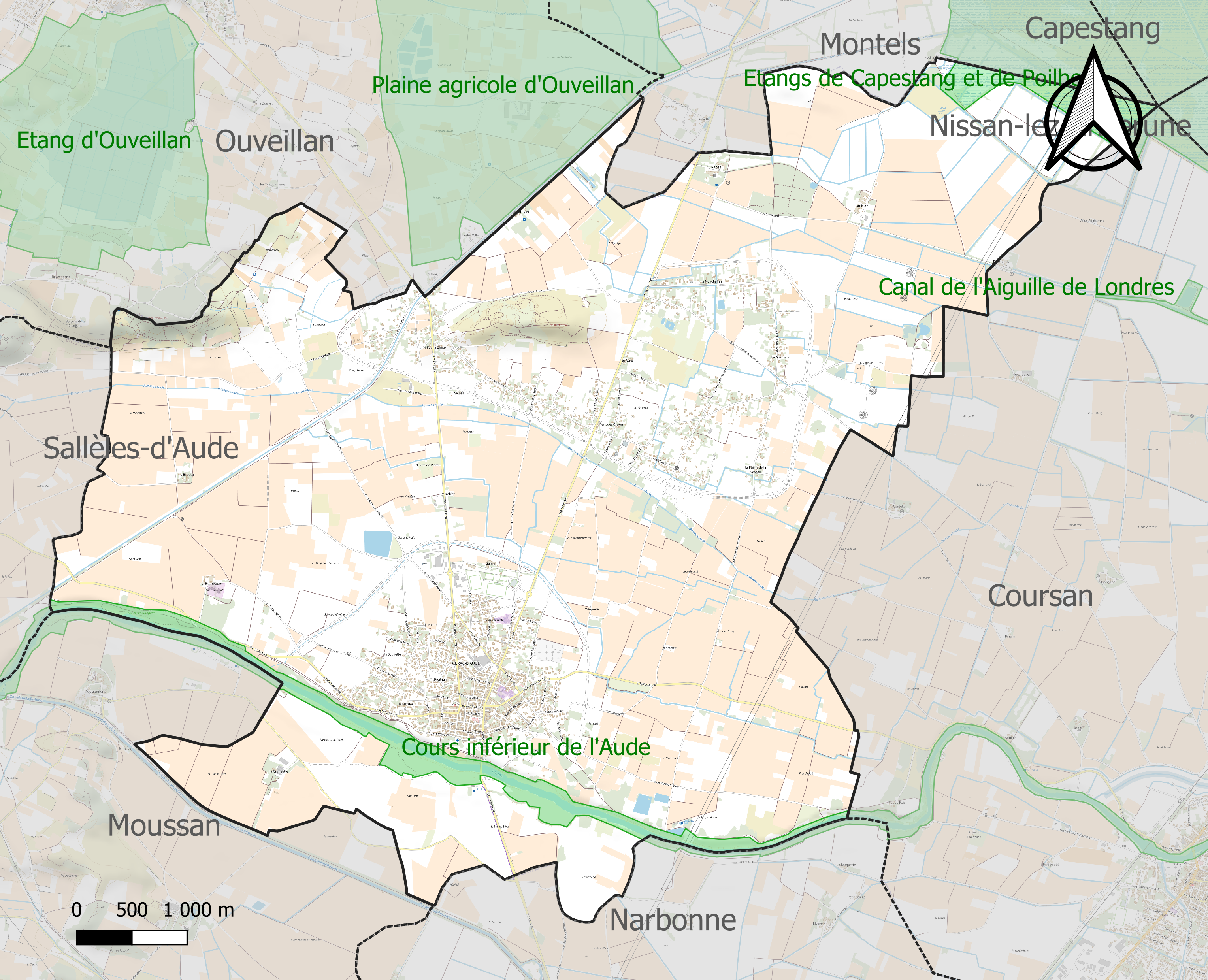
Carte des ZNIEFF de type 1 sur la commune.
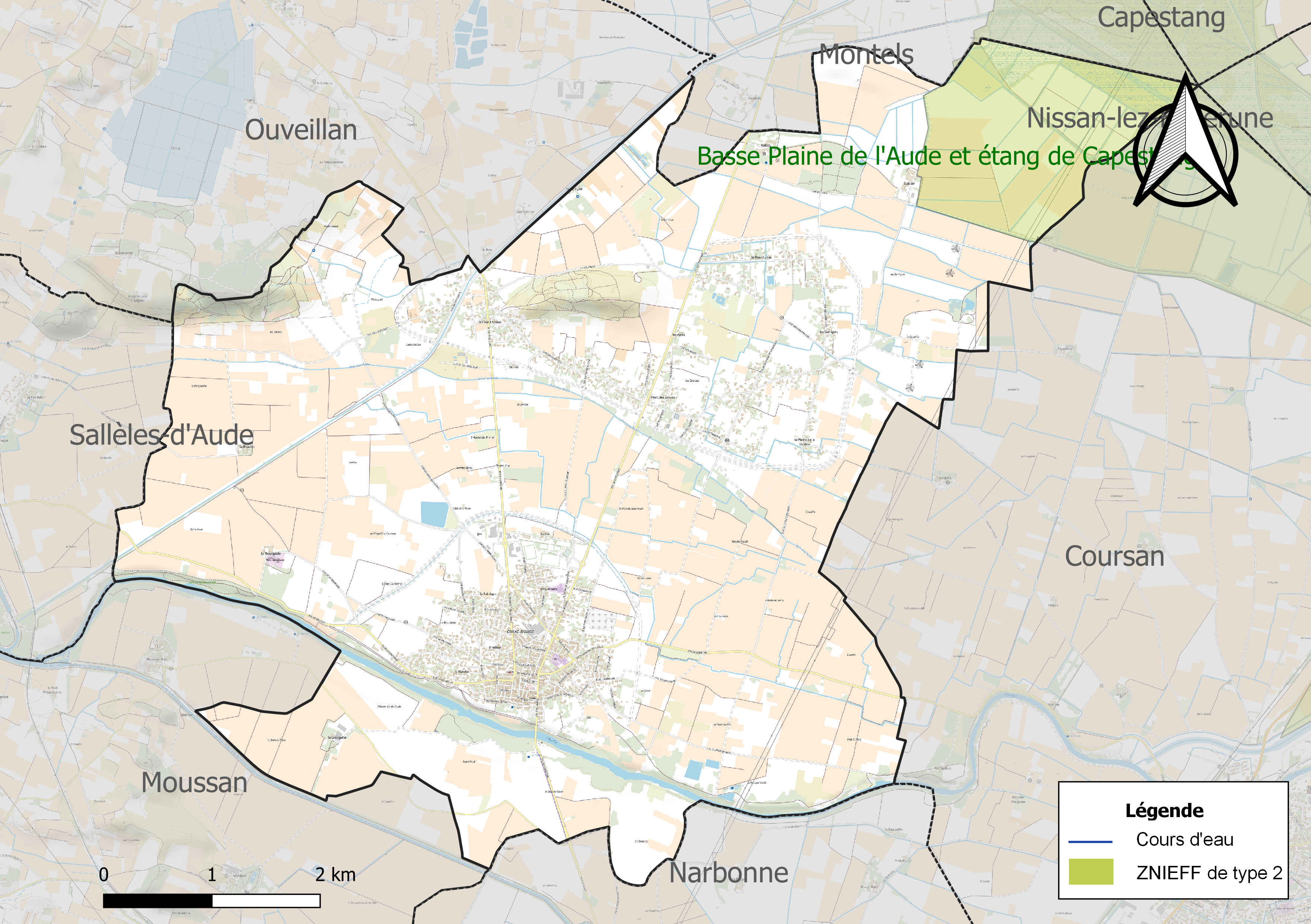
Carte de la ZNIEFF de type 2 sur la commune.

## Urbanisme

### Typologie
Au 1er janvier 2024, Cuxac-d'Aude est catégorisée bourg rural, selon la nouvelle grille communale de densité à 7 niveaux définie par l'Insee en 2022.
Elle appartient à l'unité urbaine de Cuxac-d'Aude, une unité urbaine monocommunale constituant une ville isolée,. Par ailleurs la commune fait partie de l'aire d'attraction de Narbonne, dont elle est une commune de la couronne,. Cette aire, qui regroupe 71 communes, est catégorisée dans les aires de 50 000 à moins de 200 000 habitants,.

### Occupation des sols
L'occupation des sols de la commune, telle qu'elle ressort de la base de données européenne d’occupation biophysique des sols Corine Land Cover (CLC), est marquée par l'importance des territoires agricoles (82,6 % en 2018), en diminution par rapport à 1990 (86,9 %). La répartition détaillée en 2018 est la suivante : 
cultures permanentes (62,7 %), zones agricoles hétérogènes (17 %), zones urbanisées (11,7 %), zones industrielles ou commerciales et réseaux de communication (4,1 %), terres arables (1,7 %), zones humides intérieures (1,5 %), prairies (1,3 %). L'évolution de l’occupation des sols de la commune et de ses infrastructures peut être observée sur les différentes représentations cartographiques du territoire : la carte de Cassini (XVIIIe siècle), la carte d'état-major (1820-1866) et les cartes ou photos aériennes de l'IGN pour la période actuelle (1950 à aujourd'hui).

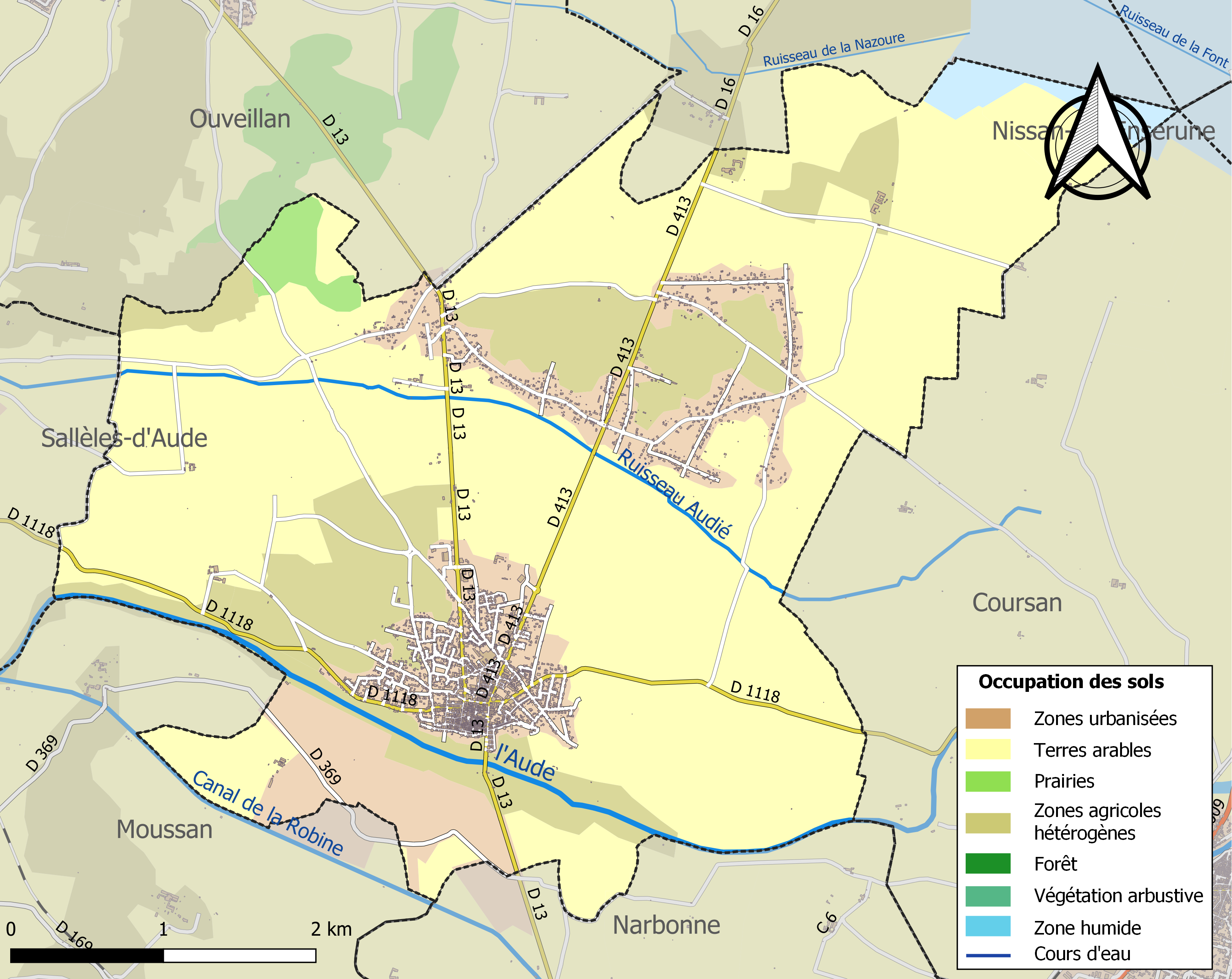
Carte des infrastructures et de l'occupation des sols de la commune en 2018 (CLC).

### Risques majeurs
Le territoire de la commune de Cuxac-d'Aude est vulnérable à différents aléas naturels : météorologiques (tempête, orage, neige, grand froid, canicule ou sécheresse), inondations et séisme (sismicité faible). Un site publié par le BRGM permet d'évaluer simplement et rapidement les risques d'un bien localisé soit par son adresse soit par le numéro de sa parcelle.
La commune fait partie du territoire à risques importants d'inondation (TRI) de Narbonne, regroupant 18 communes du bassin de vie de l'agglomération narbonnaise, un des 31 TRI qui ont été arrêtés fin 2012 sur le bassin Rhône-Méditerranée, retenu au regard des submersions marines et des débordements des cours d’eau l’Aude, l'Orbieu et la Berre. Des cartes des surfaces inondables ont été établies pour trois scénarios : fréquent (crue de temps de retour de 10 ans à 30 ans), moyen (temps de retour de 100 ans à 300 ans) et extrême (temps de retour de l'ordre de 1 000 ans, qui met en défaut tout système de protection),. La commune a été reconnue en état de catastrophe naturelle au titre des dommages causés par les inondations et coulées de boue survenues en 1982, 1986, 1992, 1994, 1996, 1999, 2005, 2006, 2009, 2014 et 2018,.

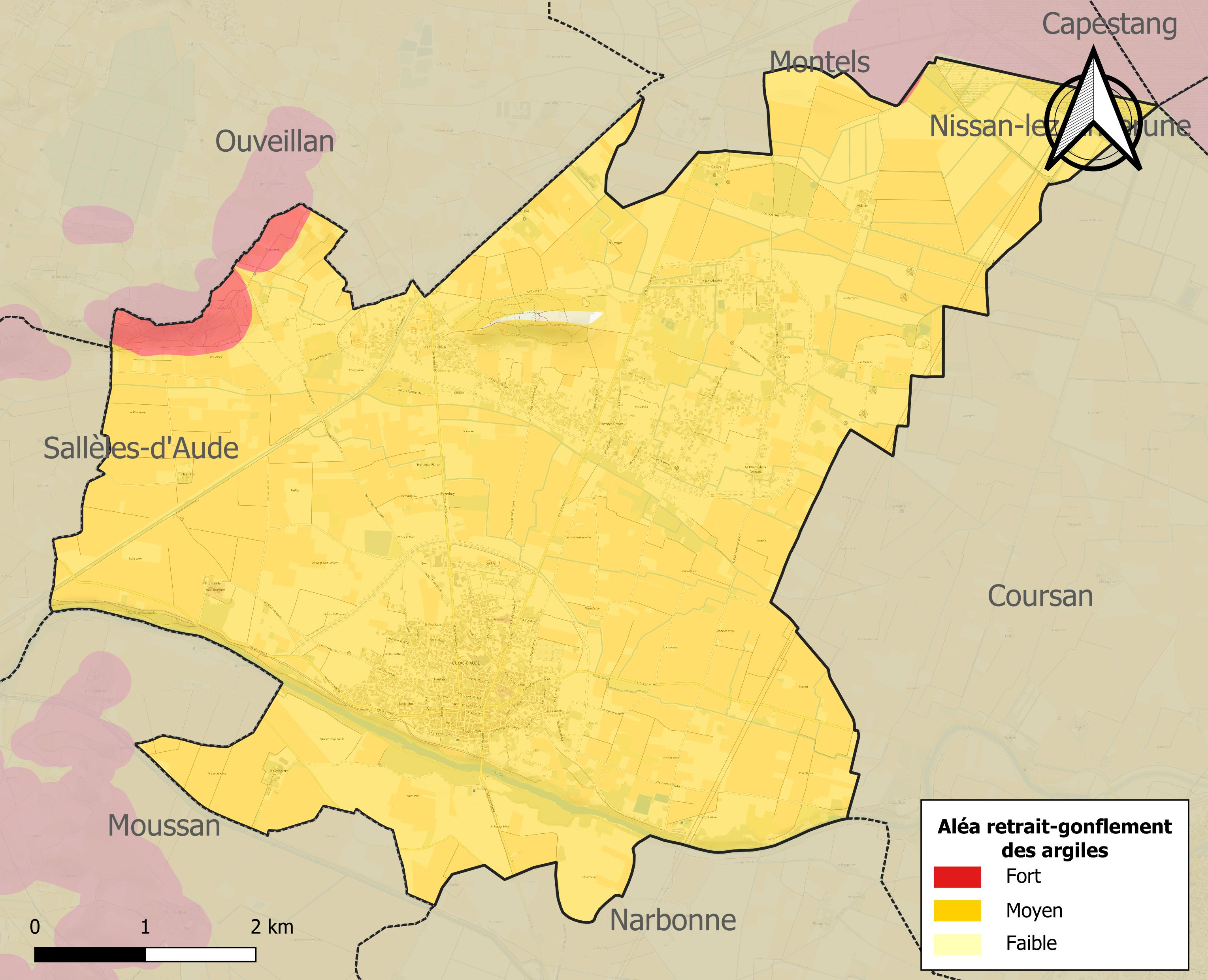
Carte des zones d'aléa retrait-gonflement des sols argileux de Cuxac-d'Aude.

Le retrait-gonflement des sols argileux est susceptible d'engendrer des dommages importants aux bâtiments en cas d’alternance de périodes de sécheresse et de pluie. 99,8 % de la superficie communale est en aléa moyen ou fort (75,2 % au niveau départemental et 48,5 % au niveau national). Sur les 1 849 bâtiments dénombrés sur la commune en 2019, 1849 sont en aléa moyen ou fort, soit 100 %, à comparer aux 94 % au niveau départemental et 54 % au niveau national. Une cartographie de l'exposition du territoire national au retrait gonflement des sols argileux est disponible sur le site du BRGM,.

## Histoire

### Moyen Âge
Cuxac, anciennement Cugucianum ou Culciacum, avait d'abord porté le nom de Géminian sous lequel il était désigné au Xe siècle et même antérieurement.
En 940, Rodalde, évêque de Béziers, donne l'église de Sainte-Marie-de-Géminian à Oger, abbé du monastère de Saint-Pons de Thomières. À la fin du Xe siècle, le nom de Cuxac est ajouté à celui de Géminian et finit par prévaloir. En 959, la comtesse Arsinde ou Garsinde engagea à deux juifs les biens de Cuxac-du-Narbonnais; mais ces biens furent rachetés plus tard par ses enfants, Raymond, Pierre et Bernard. Le toponyme Prat-del-Raïs ou Prat-du-Raïs, désignant une partie du territoire entre Cuxac et Coursan, pourrait être un reste du nom Prat Jusayc, en latin Pratum judaicum : le pré du juif.

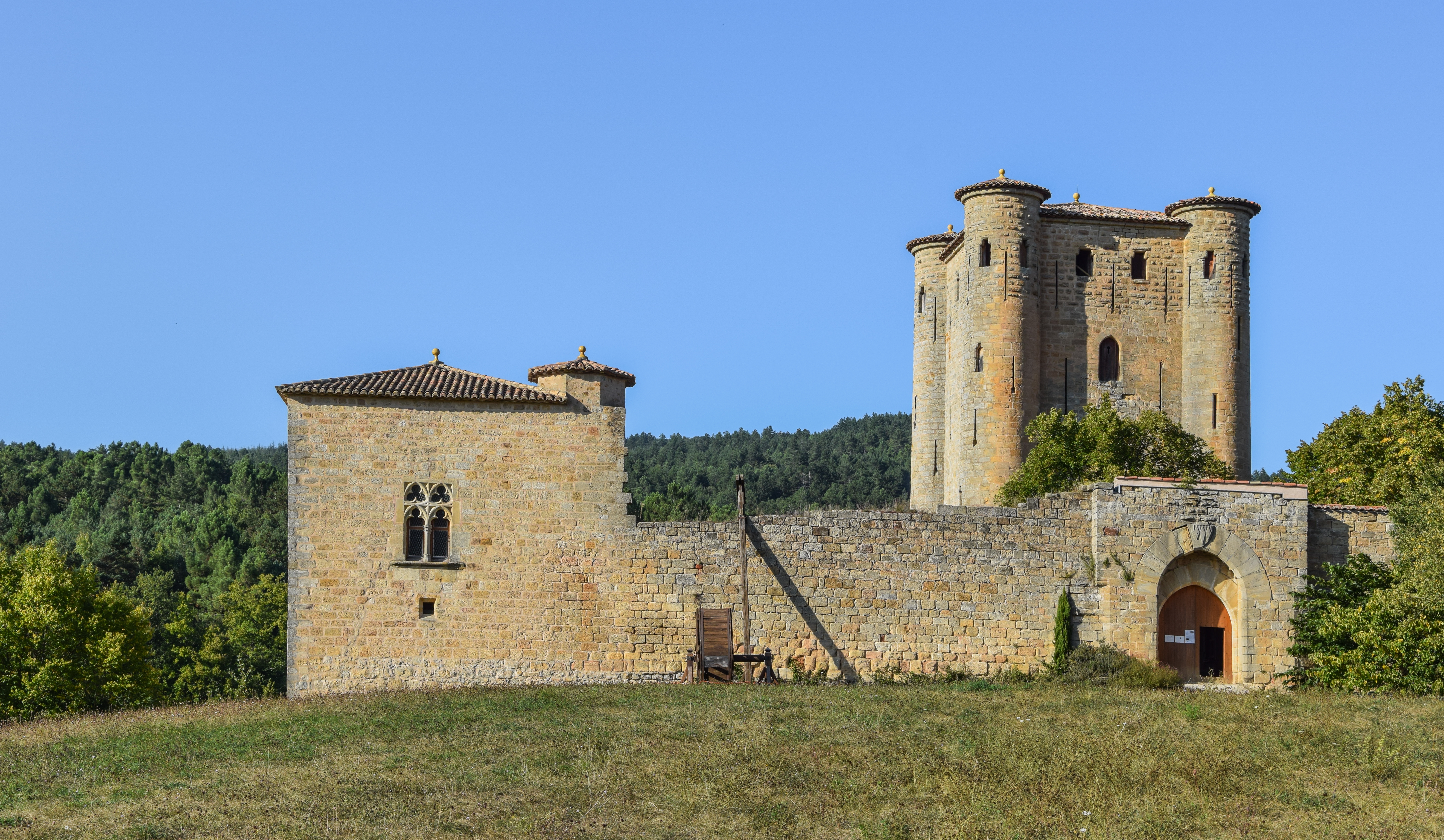
Le château d'Arques, dans l'Aude, place fortifiée du XIIIe siècle, d'apparence probablement similaire à ce qu'aurait pu être Cuxac à la même époque. Le château de Cuxac aurait cependant été plus imposant, d'après les descriptions faites.

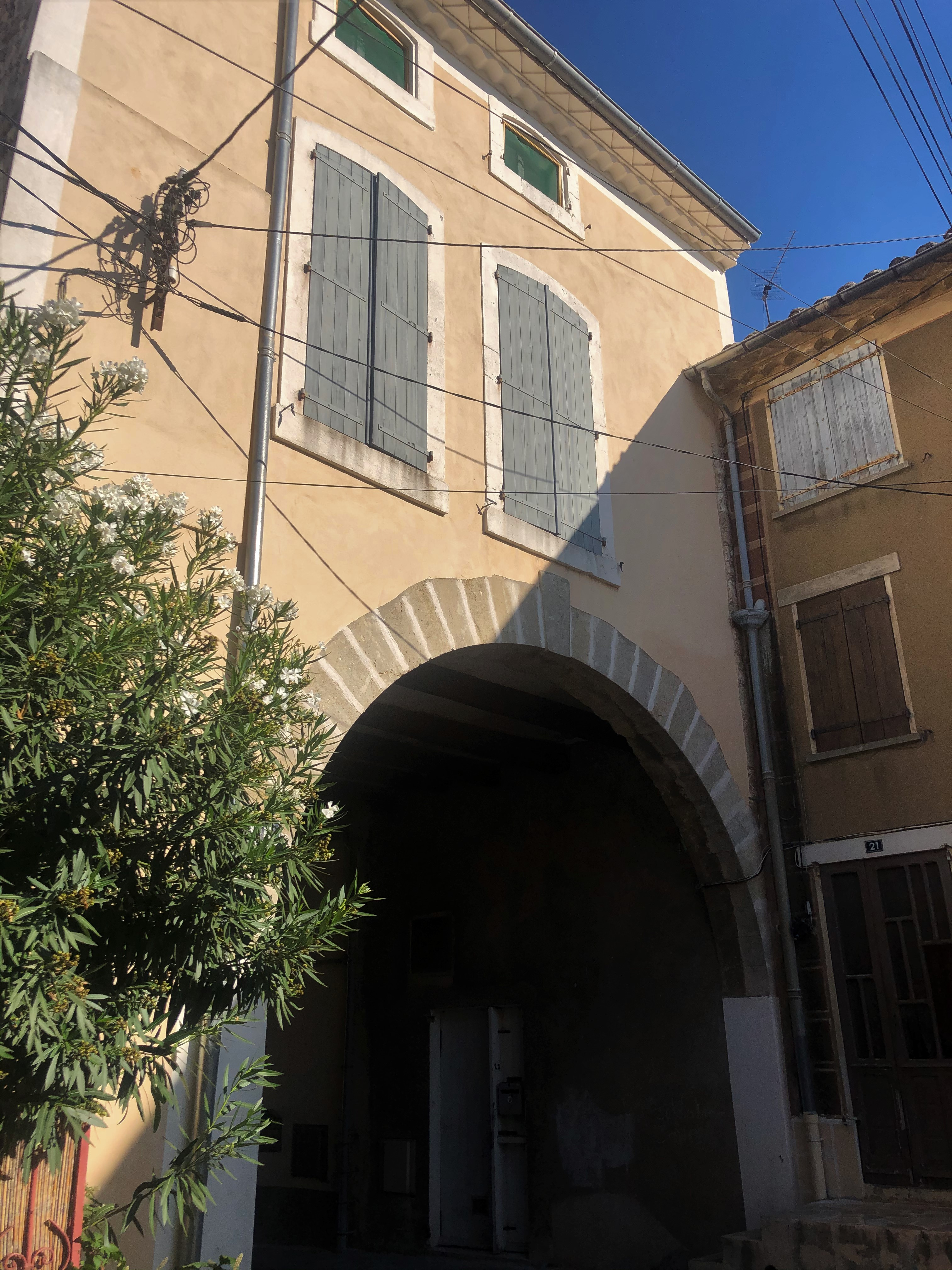
Porte Saint-Martin à Cuxac d'Aude, ancienne porte ouest du village fortifié.

A partir du XIIIe siècle, le château de Cuxac avec ses dépendances appartint aux vicomtes de Narbonne qui surent mettre à profit son importance stratégique. Établi dans les meilleures conditions que comportait le système de défense alors connu, ce château était une véritable forteresse pouvant rivaliser avec les plus puissantes de l'époque. Son épaisse ceinture de remparts était flanquée de six tours et protégée par des fossés et ravelines. En outre, le voisinage de l'Aude facilitait la défense en gênant les approches. Au moyen d'un chemin de ronde intérieur on accédait de tous côtés sur les remparts percés de trois portes imposantes : au sud, la porte de l'Abreuvoir, du côté du fleuve ; au nord, la porte Notre-Dame, et à l'ouest, la porte Saint-Martin qui existe encore. Ces remparts ont été démolis avec le château au début du XIXe siècle, laissant le village dans un quadrilatère d'environ 180 sur 160 mètres.
En 1341, la vicomtesse de Narbonne augmenta la puissance de résistance de Cuxac en faisant fortifier le château ; c'est en partie grâce à cette précaution que le village résista à l'assaut du Prince noir, qui ravagea le Languedoc peu de temps après.

### Les Hospitaliers
Au commencement du XIVe siècle, l'archevêque de Narbonne, l'abbaye de Fontfroide et des hospitaliers de l'ordre de Saint-Jean de Jérusalem pour leur commanderie de Narbonne étaient coseigneurs de Cuxac. Les serfs de ce territoire furent affranchis puis obtinrent de la part du roi l'autorisation d'établir un consulat. Les consuls de Cuxac étaient adjoints, dans l'administration de la commune, de vingt à trente conseillers et quatre prud'hommes. L'autonomie de la commune aurait été complète si le bailli n'avait pas trop souvent exercé une autorité tyrannique, détruisant la liberté consulaire.

### Époque moderne

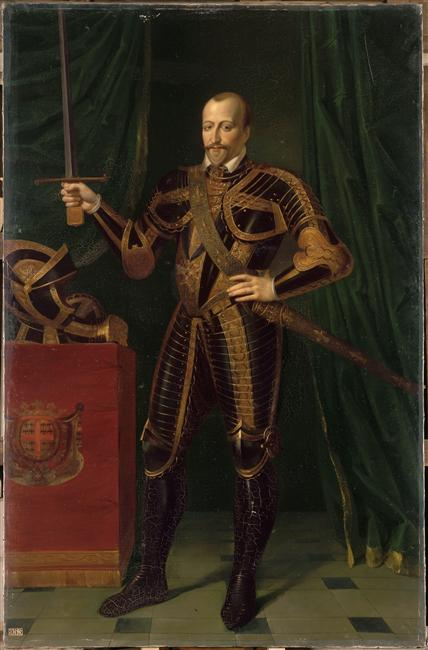
Henri Ier, duc de Montmorency, connétable de France (1534-1614), Louis-Jules Étex (Paris, 1810 ; Paris, 1889), 1835. Copie, d'après un original jadis dans la collection Montmorency, commandé par Louis-Philippe Ier pour le musée historique de Versailles en 1834.

Lors de la période trouble des guerres de religion, Cuxac fut le théâtre d'évènements d'une rare violence. Au mois d'avril 1563, le château de Cuxac, mal défendu par les catholiques, tombe face à l'assaut des armées réformées de Béziers, puis revint aux catholiques pour une courte période avant qu'un paysan local n'aide le duc de Montmorency à prendre le château par escalade, le 7 décembre 1574. Il fit prisonniers presque tous les soldats et s'y maintint près d'un an, devenant la terreur des environs par les nombreux massacres et pillages qu'il commit, jusqu'aux portes de Narbonne.
Ne pouvant s'emparer par force du château de Cuxac, invulnérable derrière ses remparts, les narbonnais résolurent de l'assiéger. Pour réduire ses habitants à la famine, ils ravagèrent à leur tour toutes les cultures et empêchèrent le ravitaillement des troupes protestantes. Le château finit par se rendre aux catholiques qui, avides de représailles, souillèrent leur triomphe par de nombreuses exécutions. Puis en 1576, afin de rendre indéfendable le château au cas où il serait repris par les protestants, les catholiques firent abattre les tours et combler les fossés.
Le 15 août 1585, 400 protestants tentèrent vainement de s'emparer du village mais furent repoussés par les ligueurs qui défendaient la place. Les habitants, cernés par la ruine et la mort, fatigués par cette guerre fratricide, finirent par lâcher les deux partis pour se soumettre au roi Henri IV.

## Politique et administration

### Découpage territorial
La commune de Cuxac-d'Aude est membre de l'intercommunalité Le Grand Narbonne, un établissement public de coopération intercommunale (EPCI) à fiscalité propre créé le 26 décembre 2002 dont le siège est à Narbonne. Ce dernier est par ailleurs membre d'autres groupements intercommunaux.
Sur le plan administratif, elle est rattachée à l'arrondissement de Narbonne, au département de l'Aude, en tant que circonscription administrative de l'État, et à la région Occitanie.
Sur le plan électoral, elle dépend du canton des Basses Plaines de l'Aude pour l'élection des conseillers départementaux, depuis le redécoupage cantonal de 2014 entré en vigueur en 2015, et de la deuxième circonscription de l'Aude  pour les élections législatives, depuis le redécoupage électoral de 1986.

### Administration municipale
Le nombre d'habitants au recensement de 2017 étant compris entre 3 500 habitants et 4 999 habitants, le nombre de membres du conseil municipal pour l'élection de 2020 est de vingt-sept,.

### Liste des maires
À la suite de la démission de plus d'un tiers des membres du conseil municipal, une élection municipale partielle est organisée le 28 janvier 2024 et oppose deux listes : celle d'Éric Tomas, ancien adjoint aux finances, appelée « Tous unis pour Cuxac-d'Aude » et celle du maire sortant Grégory Delfour intitulée « Cuxac 2020 ». C'est cette dernière qui remporte la majorité des suffrages avec 67,05 % contre 32,95 % pour son adversaire. Grégory Delfour	est reconduit dans ses fonctions le 6 février 2024.

## Population et société

### Démographie
L'évolution du nombre d'habitants est connue à travers les recensements de la population effectués dans la commune depuis 1793. Pour les communes de moins de 10 000 habitants, une enquête de recensement portant sur toute la population est réalisée tous les cinq ans, les populations de référence des années intermédiaires étant quant à elles estimées par interpolation ou extrapolation. Pour la commune, le premier recensement exhaustif entrant dans le cadre du nouveau dispositif a été réalisé en 2007.

En 2022, la commune comptait 4 070 habitants, en évolution de +1,7 % par rapport à 2016 (Aude : +2,65 %, France hors Mayotte : +2,11 %).
| 1793  | 1800  | 1806  | 1821  | 1831  | 1836  | 1841  | 1846  | 1851  |
| ----- | ----- | ----- | ----- | ----- | ----- | ----- | ----- | ----- |
| 1 105 | 1 138 | 1 212 | 1 368 | 1 363 | 1 417 | 1 518 | 1 599 | 1 589 |

| 1856  | 1861  | 1866  | 1872  | 1876  | 1881  | 1886  | 1891  | 1896  |
| ----- | ----- | ----- | ----- | ----- | ----- | ----- | ----- | ----- |
| 1 552 | 1 579 | 1 756 | 1 765 | 2 052 | 2 682 | 2 837 | 2 985 | 2 784 |

| 1901  | 1906  | 1911  | 1921  | 1926  | 1931  | 1936  | 1946  | 1954  |
| ----- | ----- | ----- | ----- | ----- | ----- | ----- | ----- | ----- |
| 2 857 | 2 536 | 2 517 | 2 641 | 2 625 | 2 598 | 2 524 | 2 249 | 2 268 |

| 1962  | 1968  | 1975  | 1982  | 1990  | 1999  | 2006  | 2007  | 2012  |
| ----- | ----- | ----- | ----- | ----- | ----- | ----- | ----- | ----- |
| 2 162 | 2 314 | 2 490 | 3 014 | 3 998 | 4 272 | 4 334 | 4 343 | 3 991 |

| 2017  | 2022  | - | - | - | - | - | - | - |
| ----- | ----- | - | - | - | - | - | - | - |
| 4 030 | 4 070 | - | - | - | - | - | - | - |

| selon la population municipale des années : | 1968 | 1975 | 1982 | 1990 | 1999 | 2006 | 2009 | 2013 |
| Rang de la commune dans le département      | 13   | 13   | 11   | 9    | 9    | 10   | 11   | 13   |
| Nombre de communes du département           | 439  | 436  | 435  | 437  | 438  | 438  | 438  | 438  |

### Sports
- Présent depuis un siècle, le rugby à XV est une institution à Cuxac-d'Aude. En association avec la commune d'Ouveillan et de Sallèles d'Aude, le club local, l'AOCS XV regroupe l'ensemble des catégories. La formation qui est la priorité de l'AOCS XV a permis de révéler des joueurs et techniciens de très haut niveau. L'équipe senior évolue quant à elle au sein du championnat Promotion Honneur d'Occitanie.
- Il y a aussi une équipe de football à Cuxac d'Aude, l'Olympic Cuxac d'Aude[55] où a évolué notamment Geoffrey Doumeng dans son enfance (il joue actuellement au FC Sète et il est passé par Montpellier HSC, AS Nancy-Lorraine, Valenciennes FC et RC Lens). Ce club est un des plus gros clubs de football de l'Aude en termes de licenciés.

## Économie

### Revenus
En 2018  (données Insee publiées en septembre 2021), la commune compte 1 765 ménages fiscaux, regroupant 3 960 personnes. La médiane du revenu disponible par unité de consommation est de 19 270 € (19 240 € dans le département). 40 % des ménages fiscaux sont imposés (39,9 % dans le département).

### Emploi
| Division       | 2008   | 2013   | 2018   |
| -------------- | ------ | ------ | ------ |
| Commune        | 9,6 %  | 12,1 % | 13,1 % |
| Département    | 10,2 % | 12,8 % | 12,6 % |
| France entière | 8,3 %  | 10 %   | 10 %   |

En 2018, la population âgée de 15 à 64 ans s'élève à 2 337 personnes, parmi lesquelles on compte 69 % d'actifs (55,9 % ayant un emploi et 13,1 % de chômeurs) et 31 % d'inactifs,. En  2018, le taux de chômage communal (au sens du recensement) des 15-64 ans est supérieur à celui de la France et du département, alors qu'il était inférieur à celui du département en 2008.
La commune fait partie de la couronne de l'aire d'attraction de Narbonne, du fait qu'au moins 15 % des actifs travaillent dans le pôle,. Elle compte 856 emplois en 2018, contre 838 en 2013 et 872 en 2008. Le nombre d'actifs ayant un emploi résidant dans la commune est de 1 321, soit un indicateur de concentration d'emploi de 64,8 % et un taux d'activité parmi les 15 ans ou plus de 47,7 %.
Sur ces 1 321 actifs de 15 ans ou plus ayant un emploi, 425 travaillent dans la commune, soit 32 % des habitants. Pour se rendre au travail, 82,2 % des habitants utilisent un véhicule personnel ou de fonction à quatre roues, 3,2 % les transports en commun, 7,6 % s'y rendent en deux-roues, à vélo ou à pied et 6,9 % n'ont pas besoin de transport (travail au domicile).

### Activités hors agriculture

#### Secteurs d'activités
301 établissements sont implantés  à Cuxac-d'Aude au 31 décembre 2019. Le tableau ci-dessous en détaille le nombre par secteur d'activité et compare les ratios avec ceux du département,.
| Secteur d'activité                                                                                        | Commune | Commune | Département |
| Secteur d'activité                                                                                        | Nombre  | %       | %           |
| --- | ------- | ------- | ----------- |
| Ensemble                                                                                                  | 301     | 100 %   | (100 %)     |
| Industrie manufacturière, industries extractives et autres                                                | 28      | 9,3 %   | (8,8 %)     |
| Construction                                                                                              | 48      | 15,9 %  | (14 %)      |
| Commerce de gros et de détail, transports, hébergement et restauration                                    | 99      | 32,9 %  | (32,3 %)    |
| Information et communication                                                                              | 5       | 1,7 %   | (1,6 %)     |
| Activités financières et d'assurance                                                                      | 8       | 2,7 %   | (2,7 %)     |
| Activités immobilières                                                                                    | 6       | 2 %     | (5,2 %)     |
| Activités spécialisées, scientifiques et techniques et activités de services administratifs et de soutien | 47      | 15,6 %  | (13,3 %)    |
| Administration publique, enseignement, santé humaine et action sociale                                    | 31      | 10,3 %  | (13,2 %)    |
| Autres activités de services                                                                              | 29      | 9,6 %   | (8,8 %)     |

Le secteur du commerce de gros et de détail, des transports, de l'hébergement et de la restauration est prépondérant sur la commune puisqu'il représente 32,9 % du nombre total d'établissements de la commune (99 sur les 301 entreprises implantées  à Cuxac-d'Aude), contre 32,3 % au niveau départemental.

#### Entreprises
Les cinq entreprises ayant leur siège social sur le territoire communal qui génèrent le plus de chiffre d'affaires en 2020 sont : 
- Balcap, fabrication d'emballages métalliques légers (3 253 k€)
- SARL Dodane Platrerie, travaux d'isolation (1 224 k€)
- EARL Chateau Des Vieilles Caves, culture de la vigne (291 k€)
- Société d'installation et distribution de systèmes à énergies revalorisees - Sidser, travaux d'installation d'équipements thermiques et de climatisation (283 k€)
- LM Jardins, services d'aménagement paysager (193 k€)

### Agriculture
La commune fait partie de la petite région agricole dénommée « Narbonnais ». En 2010, l'orientation technico-économique de l'agriculture  sur la commune est la viticulture (appellation et autre).
|                                   | 1988  | 2000 | 2010 |
| --------------------------------- | ----- | ---- | ---- |
| Exploitations                     | 294   | 102  | 77   |
| Superficie agricole utilisée (ha) | 1 477 | 1368 | 1460 |

Le nombre d'exploitations agricoles en activité et ayant leur siège dans la commune est passé de 294 lors du recensement agricole de 1988 à 102 en 2000 puis à 77 en 2010, soit une baisse de 74 % en 22 ans. Le même mouvement est observé à l'échelle du département qui a perdu pendant cette période 52 % de ses exploitations. La surface agricole utilisée sur la commune a également diminué, passant de 1 477 ha en 1988 à 1 460 ha en 2010. Parallèlement la surface agricole utilisée moyenne par exploitation a augmenté, passant de 5 à 19 ha.

## Culture locale et patrimoine

### Lieux et monuments
- Église Saint-Martin de Cuxac-d'Aude. La façade occidentale avec son portail, le clocher et l'abside ont été classés au titre des monuments historiques en 1983[61]. L'église (à l'exception des parties classées et de la chapelle des Pénitents) a été inscrite au titre des monuments historiques en 1983[61].
- Deux glacières du XVIIe siècle[62].
- Chapelle Notre-Dame de Magrie de Cuxac-d'Aude.

### Personnalités liées à la commune
- Paul Combes (1858-1921), organiste et compositeur.
- Robert Navarro est né à Cuxac-d'Aude en 1952.
- Léon Escalaïs, chanteur d'opéra (ténor).
- Pierre Papinaud.
- Yvan Pélissier.
- Jean-François Beltran.
- Dimitri Szarzewski.

### Équipements culturels
- Médiathèque Louis-Molveau.
- La République Libre de Cuxac, une association, s'intéressant au passé du village, fondée en 1982.

### Héraldique
| Blason de Cuxac-d'Aude | Blason  | D'azur à l'agneau pascal d'argent.               |
| Blason de Cuxac-d'Aude | Détails | Le statut officiel du blason reste à déterminer. |
| Blason de Cuxac-d'Aude | Alias   | D'or à un pal fuselé d'argent et de sinople.     |